# Cheshire (graafschap)
Cheshire is een graafschap in het noordwesten van Engeland. De hoofdstad is Chester, hoewel de grootste stad van Cheshire Warrington is. Het graafschap grenst in het noorden aan Merseyside en Greater Manchester, in het oosten aan Derbyshire, in het zuiden aan Shropshire en Staffordshire en in het westen aan de Welshe graafschappen Flintshire en Wrexham.
Het ceremonieel graafschap is 2.034 vierkante kilometer groot. Administratief gezien vallen de unitary authorities Halton en Warrington buiten Cheshire. Het graafschap bestaat vooral uit landelijk gebied, waarin een belangrijke rol is weggelegd voor de landbouw. Cheshire staat bekend om de gelijknamige kaas, de productie van zout en het weven van zijde.

## Geschiedenis
De naam 'Cheshire' is afgeleid van de naam van Chester, de hoofdstad. Het graafschap dat wordt genoemd in het Domesday Book van 1086 onder de naam Chestershire, sinds verkort tot Cheshire, was veel groter dan het tegenwoordige graafschap, bestaande uit 18 herred. Ten tijde van deze volkstelling lag de noordelijke grens van Cheshire bij de rivier de Ribble, die nu door Lancashire en North Yorkshire stroomt. Ook de steden Broughton, Hawarden, Prestatyn en Rhuddlan waren onderdeel van het administratieve gebied; deze maken nu onderdeel uit van Wales. Het graafschap wordt al sinds de prehistorie bewoond en heeft meerdere begraafplaatsen uit de Steentijd en forten uit de IJzertijd.
In 1182 splitste het deel van Cheshire boven de rivier de Mersey zich af om het onafhankelijke graafschap Lancashire te vormen. Via de Local Government Act van 1972 werden delen van noordwest Cheshire bij Greater Manchester en Merseyside gevoegd. Halton en Warrington zijn sinds 1998 unitary authorities.

## Overheid

### Overzicht districten
| Lokaal bestuurde gebieden en plaatsen | Lokaal bestuurde gebieden en plaatsen         |
| Nr.                                   | Unitary                                       |
| ------------------------------------- | --------------------------------------------- |
| 1                                     | Cheshire West and Chester (unitary authority) |
| 2                                     | Cheshire East (unitary authority)             |
| 3                                     | Halton (unitary authority)                    |
| 4                                     | Warrington (unitary authority)                |

| Detailkaart |
| ----------- |
|             |

## Geografie
Cheshire ligt op een kleiplateau dat de natuurlijk scheiding vormt tussen de heuvels van Noord-Wales en het nationaal park Peak District in Derbyshire. Deze laagvlakte werd gevormd na de laatste ijstijd, toen het terugtrekken van de gletsjers doodijsgaten achterliet. Onder de klei zit een grondlaag van zandsteen daterend uit het Triassisch tijdperk. Dit zandsteen, vooral rond de stad Runcorn, is verwerkt in de kathedralen van Liverpool en Chester. Rond Northwich in het oosten van het graafschap zijn vele zoutafzettingen gevonden.
| Aangrenzende graafschappen  | Aangrenzende graafschappen | Aangrenzende graafschappen     | Aangrenzende graafschappen | Aangrenzende graafschappen |
| --------------------------- | -------------------------- | ------------------------------ | -------------------------- | -------------------------- |
| Merseyside                  |                            | Lancashire, Greater Manchester |                            | Derbyshire                 |
|                             |                            |                                |                            |                            |
| Wrexham, Flintshire (Wales) | Derbyshire, Staffordshire  |                                |                            |                            |
|                             |                            |                                |                            |                            |
| Wrexham (Wales)             |                            | Shropshire                     |                            | Staffordshire              |

## Demografie
Volgens de volkstelling van 2001 heeft Cheshire 673.781 inwoners, waarvan 51,3% mannelijk is. Het graafschap heeft een bevolkingsdichtheid van 3,2 per hectare, een van de laagste dichtheden in Engeland. Van de bevolking is 16,7 % ouder dan 65 jaar. De werkloosheid bedraagt 2,5% van de beroepsbevolking.
Het aantal inwoners steeg van 656.050 in 1991, over 673.788 in 2001 naar 699.735 in 2011. In 2021 werd naar alle waarschijnlijkheid de 708.000 gepasseerd.

## Economie
Het graafschap kent een diverse economie, maar staat vooral bekend om de productie van kaas, zijde en zout. Cheshire is voornamelijk landelijk en heeft een lage urbanisatiegraad. De relatieve nabijheid van grote steden als Manchester, Liverpool en Birmingham maakte van Cheshire ten tijde van de Industriële revolutie een belangrijk knooppunt van spoorwegen. De autofabrikanten Bentley, Jaguar en Vauxhall hebben ook productie-installaties in Cheshire.

## Nederzettingen
Verstedelijkte noordelijke delen van Cheshire zijn in feite voorsteden van Manchester en Liverpool. Veel inwoners van dit gebied werken als forenzen in deze steden. Het graafschap kent ook enkele van de rijkste gemeenschappen in Groot-Brittannië, waaronder Knutsford en Alderley Edge. Dit welvarende gebied wordt soms wel de gouden driehoek (the golden triangle) genoemd.

### Grootste steden

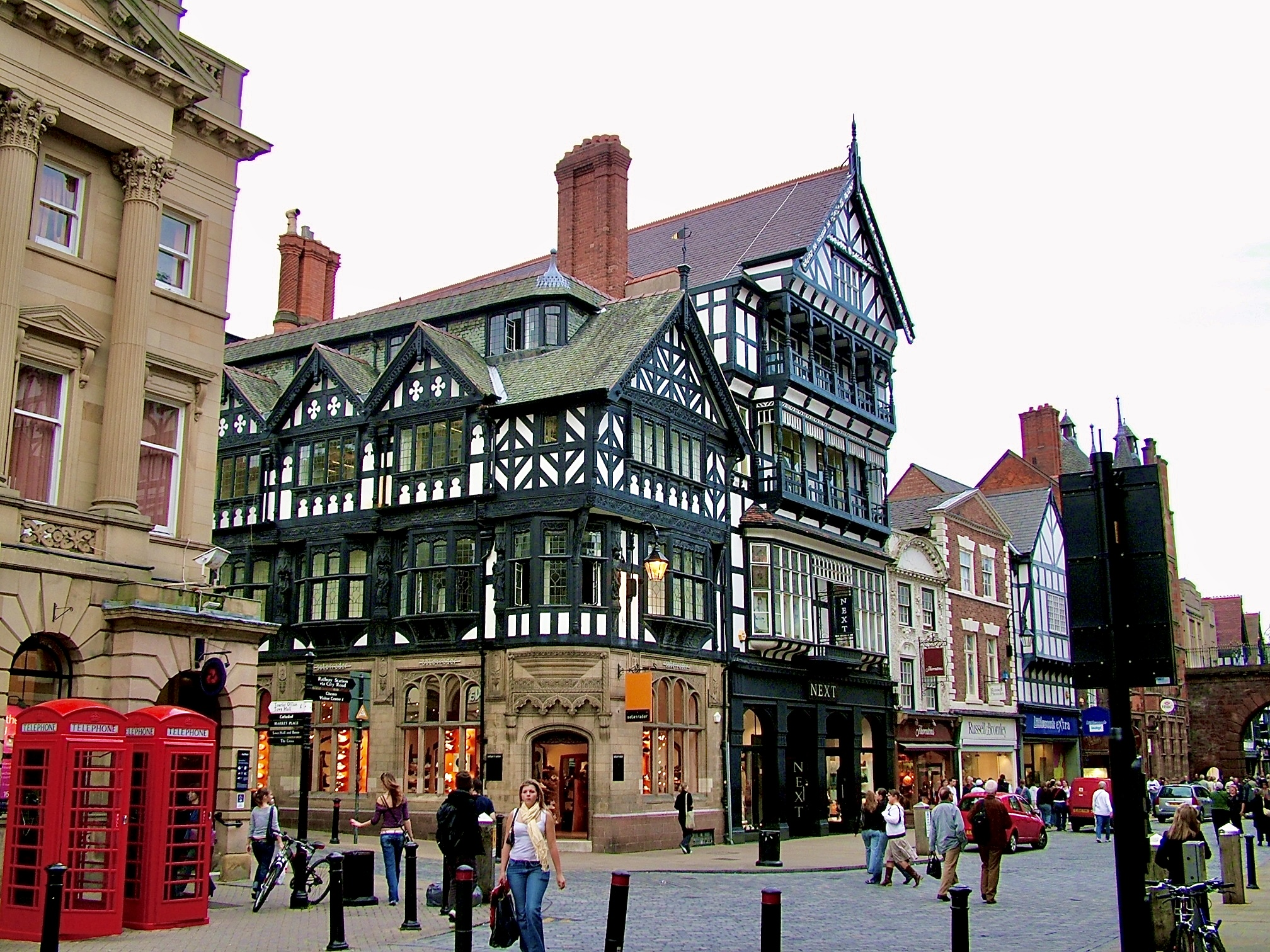
Winkels in het centrum van Chester

- Warrington
- Chester
- Northwich
- Crewe
- Wilmslow
- Ellesmere Port
- Macclesfield
- Runcorn
- Widnes

Bedfordshire · Berkshire · City of Bristol · Buckinghamshire · Cambridgeshire · Cheshire · Cornwall · Cumbria · Derbyshire · Devon · Dorset · Durham · East Riding of Yorkshire · East Sussex · Essex · Gloucestershire · Greater London · Greater Manchester · Hampshire · Herefordshire · Hertfordshire · Isle of Wight · Kent · Lancashire · Leicestershire · Lincolnshire · City of London · Merseyside · Norfolk · Northamptonshire · Northumberland · North Yorkshire · Nottinghamshire · Oxfordshire · Rutland · Shropshire · Somerset · South Yorkshire · Staffordshire · Suffolk · Surrey · Tyne and Wear · Warwickshire · West Midlands · West Sussex · West Yorkshire · Wiltshire · Worcestershire
Overig: Stedelijke en niet-stedelijke graafschappen · Traditionele graafschappen
Bath and North East Somerset* · Bedfordshire · Berkshire · Blackburn & Darwen* · Blackpool* · Bournemouth* · Brighton & Hove* · Bristol* · Buckinghamshire · Cambridgeshire · Cheshire · Cornwall · Cumbria · Darlington* · Derby* · Derbyshire · Devon · Dorset · Durham · East Riding of Yorkshire* · East Sussex · Essex · Gloucestershire · Greater London · Greater Manchester · Halton* · Hampshire · Hartlepool* · Herefordshire* · Hertfordshire · Hull* · Isle of Wight* · Kent · Lancashire · Leicester* · Leicestershire · Lincolnshire · Luton* · Medway* · Merseyside · Middlesbrough* · Milton Keynes* · Norfolk · Northamptonshire · Northumberland · North East Lincolnshire* · North Lincolnshire * · North Somerset* · North Yorkshire · Nottingham* · Nottinghamshire · Oxfordshire · Peterborough* · Plymouth* · Poole* · Portsmouth* · Redcar & Cleveland* · Rutland* · Shropshire · Somerset · Southend-on-Sea* · Southampton* · South Gloucestershire* · South Yorkshire · Staffordshire · Stockton-on-Tees* · Stoke-on-Trent* · Suffolk · Surrey · Swindon* · Telford & Wrekin* · Thurrock* · Torbay* · Tyne & Wear · Warrington* · Warwickshire · West Midlands · West Sussex · West Yorkshire · Wiltshire · Worcestershire · York* 
Overig: Ceremoniële graafschappen · Traditionele graafschappen
Bedfordshire · Berkshire · Buckinghamshire · Cambridgeshire · Cheshire · Cornwall · Cumberland · Derbyshire · Devon · Dorset · Durham · Essex · Gloucestershire · Hampshire · Herefordshire · Hertfordshire · Huntingdonshire · Kent · Lancashire · Lincolnshire · Leicestershire · Middlesex · Norfolk · Northamptonshire · Northumberland · Nottinghamshire · Oxfordshire · Rutland · Shropshire · Somerset · Staffordshire · Suffolk · Surrey · Sussex · Warwickshire · Westmorland · Wiltshire · Worcestershire · Yorkshire
Overig: Stedelijke en niet-stedelijke graafschappen · Traditionele graafschappen